# Słownictwo ekspresywne
Słownictwo ekspresywne, leksyka ekspresywna, ekspresywizmy, ekspresywa, emocjonalizmy – słownictwo o zabarwieniu ekspresywnym, wyrażające emocjonalny stosunek mówiącego do tematu wypowiedzi (np. przedmiotu, cechy lub czynności). Ekspresywizmy przyciągają uwagę odbiorcy za sprawą swoich cech dźwiękowych lub semantycznych.
Mogą mieć barwę dodatnią (m.in. eufemizmy, hipokorystyki, zdrobnienia) lub ujemną (dysfemizmy, wulgaryzmy, zgrubienia). Pośród ekspresywizmów wyróżnia się czasem emocjonalizmy (ekspresywizmy właściwe; np. bojownik, belfer), elementy stylizacyjne (np. niniejszy) oraz środki komizmu językowego (np. wpływologia).
Ekspresywizmy są tworzone m.in. poprzez zabiegi słowotwórcze, np. poprzez dodanie odpowiednich formantów: człowiek ⇒ człowieczek, kot ⇒ kotek. Mogą to być również wyrazy niepodzielne słowotwórczo, np. belfer, kić, bądź wyrazy pierwotnie neutralne, ale użyte w charakterze metafory, np. „osioł” w zdaniu: Ty ośle! (o człowieku).
Cechę ekspresywności wykazują różne typy wyrazów, w tym potocyzmy, argotyzmy, dialektyzmy, wyrażenia slangowe, archaizmy, poetyzmy i biblizmy. Słownictwo ekspresywne często jest właściwe dla pewnych kręgów społecznych i odzwierciedla potoczne przekonania oraz dominujące systemy wartości.